# Демократична дія (Венесуела)
Демократична дія (ісп. Acción Democrática, AD) — центристська венесуельська політична партія заснована 1941 року.
Партія та її представники відігравали визначну роль на початку становлення венесуельської демократії, а також була урядовою партією у 1945–1948 роках.

## Венесуельські президенти від партії «Демократична дія»
|  | Президент           | Час на посаді | Порядок обрання      | Фах        |
|  | ------------------- | ------------- | -------------------- | ---------- |
|  | Ромуло Бетанкур     | 1945-1948     | Державний переворот  | Політик    |
|  | Ромуло Гальєгос     | 1948-1948     | Прямі вибори         | Письменник |
|  | Ромуло Бетанкур     | 1959-1964     | Прямі вибори         | Політик    |
|  | Рауль Леоні         | 1964-1969     | Прямі вибори         | Юрист      |
|  | Карлос Андрес Перес | 1974-1979     | Прямі вибори         | Політик    |
|  | Хайме Лусінхі       | 1984-1989     | Прямі вибори         | Фізик      |
|  | Карлос Андрес Перес | 1989-1993     | Прямі вибори         | Політик    |
|  | Рамон Хосе Веласкес | 1993-1994     | Тимчасовий президент | Історик    |